# Campeonato Europeo de Patinaje Artístico sobre Hielo de 2018
El CIX Campeonato Europeo de Patinaje Artístico sobre Hielo se celebró en Moscú (Rusia) del 17 al 20 de enero de 2018 bajo la organización de la Unión Internacional de Patinaje sobre Hielo (ISU) y la Federación Rusa de Patinaje sobre Hielo.
Las competiciones se realizaron en el Palacio de Deportes Megasport de la capital rusa.

## Calendario
- Hora local de Moscú (UTC+3).

| Programa corto | Programa libre |

| Fecha       | Hora        | Evento            |
| ----------- | ----------- | ----------------- |
| 17 de enero | 11:45–17:25 | Masculino         |
| 17 de enero | 19:00–21:30 | Parejas           |
| 18 de enero | 12:30–18:10 | Femenino          |
| 18 de enero | 18:55–22:00 | Parejas           |
| 19 de enero | 12:15–16:50 | Danza sobre hielo |
| 19 de enero | 17:45–22:00 | Masculino         |
| 20 de enero | 13:40–17:00 | Danza sobre hielo |
| 20 de enero | 18:30–22:30 | Femenino          |

## Resultados

### Masculino
| Puesto | Nombre           | País   | Puntos |
| ------ | ---------------- | ------ | ------ |
| Oro    | Javier Fernández | España | 295,55 |
| Plata  | Dmitri Aliyev    | Rusia  | 274,06 |
| Bronce | Mijail Koliada   | Rusia  | 258,90 |

### Femenino
| Puesto | Nombre               | País   | Puntos |
| ------ | -------------------- | ------ | ------ |
| Oro    | Alina Zaguitova      | Rusia  | 238,24 |
| Plata  | Yevgueniya Medvedeva | Rusia  | 232,86 |
| Bronce | Carolina Kostner     | Italia | 204,25 |

### Parejas
| Puesto | Nombre                                 | País  | Puntos |
| ------ | -------------------------------------- | ----- | ------ |
| Oro    | Yevgueniya Tarasova / Vladimir Morozov | Rusia | 221,60 |
| Plata  | Xeniya Stolbova / Fiodor Klimov        | Rusia | 211,01 |
| Bronce | Natalia Zabiyako / Alexandr Enbert     | Rusia | 210,18 |

### Danza en hielo
| Puesto | Nombre                                  | País    | Puntos |
| ------ | --------------------------------------- | ------- | ------ |
| Oro    | Gabriella Papadakis / Guillaume Cizeron | Francia | 203,16 |
| Plata  | Yekaterina Bobrova / Dmitri Soloviov    | Rusia   | 187,13 |
| Bronce | Alexandra Stepanova / Ivan Bukin        | Rusia   | 184,86 |

## Medallero
| Núm. | País    | Oro | Plata | Bronce | Total |
| ---- | ------- | --- | ----- | ------ | ----- |
| 1    | Rusia   | 2   | 4     | 3      | 9     |
| 2    | España  | 1   | 0     | 0      | 1     |
| 2    | Francia | 1   | 0     | 0      | 1     |
| 4    | Italia  | 0   | 0     | 1      | 1     |
|      | TOTAL   | 4   | 4     | 4      | 12    |